# Amor não é turismo
Amor não é turismo (Inglês: Love is not tourism) é uma campanha internacional de casais românticos que, devido à pandemia de COVID-19, não puderam encontrar pessoalmente seus parceiros. A campanha iniciou-se em junho de 2020 por indivíduos desconhecidos e se espalhou rapidamente em várias redes sociais. O programador alemão Felix Urbasik criou um website para promover a campanha de viagens essenciais às pessoas comprometidas em um relacionamento para se encontrarem pessoalmente em segurança durante a pandemia. A campanha foi parcialmente bem sucedida em alguns países da União Europeia fazerem concessões às pessoas que tentam se encontrar com seus parceiros.
O site é atualmente uma wiki, permitindo que qualquer pessoa possa contribuir com informações sobre a proibição de viagens em cada país.

## História
As origens exatas do movimento são desconhecidas. O maior grupo do Facebook com o nome "O amor não é turismo" foi criado em 27 de junho de 2020. A primeira utilização da hashtag #LoveIsNotTourism no Twitter foi em 4 de junho de 2020. A hashtag #LoveIsEssential também foi usada.
Em 5 de julho de 2020, Felix Urbasik, considerado por alguns jornais o fundador da campanha, criou o site loveisnottourism.org para promover o movimento e conseguir isenções de viagem para casais em relacionamentos comprometidos, incluindo casais casados e não casados.
Em maio de 2021, o site transformou-se em um wiki, permitindo aos usuários contribuir com informações sobre proibições de viagens de cada país.

### Europa
Até julho de 2020, alguns países europeus abriram suas fronteiras para pessoas nesta situação, incluindo Áustria, Chéquia, Dinamarca, Finlândia, França, Alemanha, Itália, Noruega, Holanda, Espanha e Suíça. Entretanto, muitos casais relataram em que alguns países, as exigências destes países para provar que o casal era de fato um relacionamento eram difíceis, que muitos perderam as festas de fim de ano e início de ano ou o Dia dos Namorados.

### Estados Unidos
O governo dos Estados Unidos, então sob a administração Trump, foi perguntado durante uma conferência de imprensa se o governo americano estava pensando em renunciar à proibição de viagens imposta naquele ano. A jornalista mencionava a campanha em sua pergunta. Kayleigh McEnany respondeu dizendo que o presidente não foi perguntado ou informado sobre esses casos específicos - os dos casais - mas que o foco era "[...] proteger as vidas americanas".
Em fevereiro de 2021, agora sob a administração Biden, americanos peticionaram ao presidente Biden a permitir que casais não casados "se reunissem em segurança", com uma petição online criada nesse mesmo mês. Outras petições de menor circulação também foram criadas.

### Caso dos brasileiros
A maior dificuldade para os brasileiros tem sido pelo seu país ser um dos países mais afetados pela pandemia, com muitos países fechando suas fronteiras aos brasileiros. Brasileiros com parceiros românticos na França, por exemplo, conseguiram obter um salvo-conduto para viajarem até o país europeu. Entretanto, numa entrevista à Rádio França Internacional, um casal formado por uma brasileira e um italiano vivendo na França não conseguiram se encontrar, já que a França exige que um dos parceiros tenham identidade francesa. Em uma matéria do portal G1, um casal recém-casado entre uma nipo-brasileira e um britânico morando no Japão também conheceram a campanha Amor Não é Turismo após encontrarem dificuldades para a nipo-brasileira se encontrar com seu marido no Japão.